# Arana
Arana és un barri de la ciutat de Vitòria (Àlaba). La paraula arana significa en basc pruna. Si bé Arana significa "pruna", també significa "vall", un terme molt més propi del lloc.
Té una població de 3.569 habitants (2008). Es tracta d'un quadrilàter limitat pels carrers Valladolid, l'Avinguda de Judizmendi, l'Avinguda de Santiago i el carrer de Madrid (antiga circumval·lació de la ciutat). Limita respectivament amb els barris d'Aranbizkarra al nord, Done Jakue (Santiago) a l'est, Arantzabela a l'oest i Santa Luzia al sud. És un barri de caràcter residencial amb un comerç de primera necessitat. A l'est del barri hi ha un ampli parc denominat Parc d'Arana. El barri d'Arana sorgeix en la dècada de 1960 com un barri obrer dens promogut per la iniciativa privada. El barri era en una zona plana situada al nord-est de Vitòria anomenada des d'antic Camp d'Arana.